# 浅沼ひろゆき
浅沼 ひろゆき（あさぬま ひろゆき）は、日本の漫画家。

## 来歴
東京都荒川区東尾久に生まれ、西尾久で育つ。小学生のころから漫画を描くことが好きだった浅沼だが、高校を中退し、千代田工科芸術専門学校漫画科に入学した時には「夢よりも現実を考える年齢」であったため、「漫画家になれるとは本気で思ってなかった」。サラリーマンになりたくないと考えた浅沼は、ホストクラブの面接を受ける。しかし面接で衣服を自分で揃えるよう言われ、金がなかった浅沼は、賞金を目当てに4コマ漫画新人賞に応募した。その応募作「少年とニワトリ」で第7回谷岡ヤスジ賞で大賞を受賞。その後仕事の注文が殺到したため、ホストクラブではなくプロの漫画家として活動する。
ベタ塗りやカラーの作業は妻が手伝っている。

## 作品リスト
- 少年とニワトリ - 第7回谷岡ヤスジ賞大賞受賞作[1]。
- スキップ・ハイスクール（『まんがアクションランド』連載、1988年刊、双葉社、アクションコミックス、ISBN 4-57593136-5、全1巻）
- 三丁目の空の下（『まんが笑ルーム』連載、1992年刊、少年画報社、ヒットコミックス、既刊1巻、ISBN 4-7859-1322-3）
- 三丁目のまさる（『まんが笑ルーム』連載[1]、1994年刊、少年画報社、ヒットコミックス、全1巻、ISBN 4-7859-1431-9）
- いーじゃないか!!（1994年 - 1997年刊、ぶんか社、BUNKA COMICS、全2巻）
- 妖怪裏街道（1999年4月刊、リイド社、SPコミックス、ISBN 4-8458-1675-X）
- ふぇろもん日和（『週刊大衆』連載） - 単行本は未刊行。